# Marcelo Figueras
Marcelo Figueras est un écrivain, un journaliste et un scénariste argentin, né en 1962 à Buenos Aires.

## Biographie
Parmi les deux ouvrages traduits en français, se trouve La Griffe du passé (éditions Phébus), 2004 (en espagnol : El Espía del tiempo, titre tiré de la phrase «the perfect spy of the time», extraite de Macbeth de Shakespeare). En janvier 2007, les éditions du Panama, ont publié la traduction française de Kamchatka.
« Dieu ne savait pas que tuer était mal jusqu'à ce que Caïn fasse des siennes » (La Griffe du passé). L'action se passe au Trinidad, un pays imaginaire, après la dictature des « Prétoriens ».
Il est également le coscénariste de Plata quemada (en français Vies brûlées, litt. Argent brûlé, de Marcelo Piñeyro) (2000) (où il est également acteur), inspiré du roman de Ricardo Piglia.
Il a également écrit El Muchacho peronista (1992, inédit en français).

## Filmographie
- Scénariste :
  - Caudillo (annoncé)
  - Peligrosa obsesión (2004)
  - Kamchatka (2002) (coscénariste)
  - Plata quemada (2000)

- Idée originale :
  - Kamchatka (2002)

## Récompenses
- 2003 : Lauréat de la Catalina de Oro du meilleur scénario, conjointement avec Marcelo Piñeyro, pour Kamchatka au Festival international du film de Carthagène.